# 下川鉱山
下川鉱山（しもかわこうざん）は北海道上川総合振興局管内の上川郡下川町にあった鉱山。新下川鉱山（しんしもかわこうざん）、下川銅山（しもかわどうざん）とも呼ばれる。銅、硫化鉄、亜鉛などを産出した。

## 概要
42年間の操業で平均銅含有率2.34％の含銅硫化鉄鉱を約700万t産出した。鉱床は、下川パンケ川の上流域に広がる古第三紀輝緑岩体の東縁部にあり、黄銅鉱、磁硫鉄鉱、黄鉄鉱、閃亜鉛鉱を含む。
1941年に軍需上の要請で三菱鉱業株式会社による本格的な探鉱が開始された。1944年には軍需会社法の指定を受け、物資や労働力の優先取扱いを受け規模が拡張した。その後も順調に増産を続け、最盛期の1974年ごろには月産33,000t体制となるが、銅の貿易自由化、探鉱・採鉱・環境対策のコスト増加、円高による輸入品の低価格化で収益が急速に悪化し、1983年に休山し事実上閉山した。
精錬所は持たず、選鉱された精鉱は1965年までは直島精錬所に、それ以降は主に小名浜製錬株式会社へ送られた。
休山直前の1980年より1982年まで、高レベル放射性廃棄物の地層処分に関する基礎的試験のため、動力炉・核燃料開発事業団により坑道を利用した岩石透水性等試験が実施された。

## 歴史
- 1933年 - 下川パンケ川支流落合沢（パンケ地区）で転石と露頭が発見される。
- 1941年 - 三菱鉱業株式会社が、鉱区所有者名義で探鉱と試掘を開始する。手稲鉱業所所管となる。鉱石の運搬は下川駅までの森林鉄道が整備される予定があった下川ペンケ川上流（ペンケ地区）より行なうこととし、ペンケ～パンケ間の峠越えの道路を開削する。
- 1942年 - 鉱区が三菱鉱業の所有となる。ペンケ森林鉄道が開通する。
- 1943年 - パンケ地区に手選の選鉱場を作る。ペンケ～パンケ間に鉱石輸送のための架空索道を建設する。
- 1944年 - 軍需会社法の指定を受ける。森林鉄道を索道終点まで延長する。請願巡査駐在所が設置される。
- 1945年 - ペンケ地区に浮遊選鉱場が完成する。菱光国民学校が開校する。
- 1946年 - 選鉱場が全焼する。新下川診療所が開設される。
- 1947年 - 新下川特定郵便局が開設される。下川中学校菱光分校が小学校に併置される。
- 1948年 - 手稲鉱業所より独立し、新下川鉱業所となる。
- 1949年 - 選鉱場を再建する。月産3,300t体制となる。
- 1950年 - 三菱鉱業より分社、太平鉱業株式会社下川鉱業所となる。ペンケ～パンケ間の通洞が貫通し、パンケ地区の施設を撤去する。選鉱場～下川駅間の架空索道が完成する。
- 1951年 - 軌道輸送を廃止する。バス路線が開通する。
- 1952年 - 社名が三菱金属鉱業株式会社に改称される。月産4,400t体制となる。下川町立菱光中学校が独立する。
- 1955年 - 月産8,000t体制となる。
- 1961年 - 1964年を目標年に月産20,000t体制をめざす施設整備に着手する。
- 1962年 - 鉱石の索道輸送を廃止しトラック輸送に切り替える。ペンケ道路が北海道道に認定される。
- 1963年 - 銅の貿易自由化が実施される。
- 1966年 - 金属鉱物探鉱促進事業団による広域調査が実施される。
- 1969年 - 同事業団による精密調査が実施される。
- 1970年 - 中の沢地区に新鉱床を確認する。
- 1974年 - 月産33,000t、従業員580人、人口1,900人を数える。
- 1976年 - 三菱金属鉱業の5鉱山分離化により、下川鉱業株式会社となる。
- 1978年 - 町内中学校の全町1校統合により菱光中学校が閉校する。新下川電話交換局が開局し、ダイヤル自動化となる。
- 1979年 - 月産15,000t体制に縮小し、従業員155名体制の大幅合理化を行なう。診療所が廃止される。
- 1981年 - 月産5,500t、従業員86名体制に縮小する。店舗が廃止され、バス運行便数が半減する。
- 1982年 - 採鉱を終了する。
- 1983年 - 休山式が行なわれ、小学校、郵便局、警察官駐在所、バス路線が廃止される。